# The Mystical Beast of Rebellion
The Mystical Beast of Rebellion er det tredje studiealbum fra det franske black metal-band Blut aus Nord, udgivet i 2001. Albummet blev genudgivet af Debemur Morti Productions i 2010, og fik i den forbindelse tilføjet en ekstra disk med tre yderligere numre. Navngivningen på bonusdisken kan ses som en optakt til bandets efterfølgende fokus på tallet 7, som reflekteres af udgivelserne af 777 - Sect(s) (2011), 777 - The Desanctification (2011) og 777 - Cosmosophy (2012), der alle fulgte i årene umiddelbart efter genudgivelsen.

## Spor
1. "The Fall: Chapter I" - 6:39
2. "The Fall: Chapter II" - 7:43
3. "The Fall: Chapter III" - 3:38
4. "The Fall: Chapter IV" - 6:51
5. "The Fall: Chapter V" - 6:01
6. "The Fall: Chapter VI" - 10:23

### Ekstra spor på 2010-genudgivelsen
1. "The Fall: Chapter 7.7" - 8:20
2. "The Fall: Chapter 7.77" - 9:30
3. "The Fall: Chapter 7.777" - 19:21

## Fodnoter
1. 1 2 3  Genudgivelse på Debemur Morti Productions